# Mariner 2
Mariner 2 byla sonda vesmírného programu Mariner americké agentury NASA zkonstruována pro výzkum planety Venuše. Její mise, označená v katalogu COSPAR 1962-041A byla úspěšná.

## Program
Americká agentura NASA v rámci programu Mariner připravila dvojice sond stejné konstrukce i se stejným programem. První sonda tohoto programu Mariner-Venus 62 byla neúspěšná, byla zničena s raketou krátce po startu ze Země. Úkolem obou Marinerů bylo provést vědecké měření údajů o planetě Venuši.

## Technická data
Konstrukce obou Marinerů byla shodná. Byl to hranol z hořčíkové slitiny. Na něm byly připevněny panely slunečních baterií, anténový systém, plošina s vědeckými přístroji a elektronikou, Mariner měl také korekční motor.
Na svou meziplanetární dráhu byl vypuštěn s pomocí dvoustupňové rakety Atlas-Agena B.

## Průběh mise

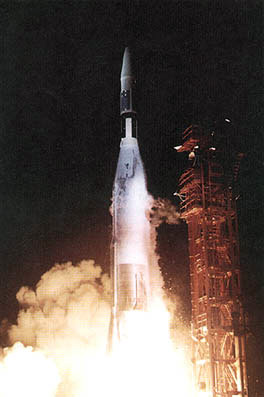
Start rakety Atlas Agena B se sondou Mariner 2

Start se uskutečnil 27. srpna z kosmodromu USA na Floridě. Na oběžnou dráhu se dostala s rychlostí 7,8 km/sec, z ní následoval restart na meziplanetární dráhu rychlostí 11,53 km/sec. Během letu byla 4. září 1962 ve vzdálenosti 2,3 mil.km od Země provedena korekce dráhy.
Dne 14. prosince 1962 proletěla kolem planety Venuše (34 752 km od povrchu). Dvacet minut vysílala zjištěné údaje (obsah CO2, H2O, absence magnetického pole atd.) o planetě.
Největším překvapením prvních vědeckých měření bylo zjištění nelidských podmínek (tlak, teplota, složení) panujících pod oblačnou přikrývkou Venuše. Měření v bezprostřední blízkosti vyvrátilo do té doby panující iluze o Venuši jako mladší sestře Země s podmínkami podobnými pozemským druhohorám.
Sonda byla ovšem aktivní i v meziplanetárním prostoru, odkud vysílala údaje o kosmickém záření, četnosti meteoroidů atd.
Po průletu kolem planety ve svém letu pokračovala letem sluneční soustavou. Nejvíce se k Slunci přiblížila 27. prosince 1962 na 105 milionů km. Spojení s ní bylo udržováno 130 dní, tedy až do 4. ledna 1963, kdy byla od Země vzdálena 87,5 mil.km.